# L16
『L16』（レディー・シックスティーン）は、東屋めめによる日本の4コマ漫画作品。『まんがタイムオリジナル』（芳文社）にて2006年3月号ゲスト掲載の後4月号より2010年1月号まで連載。単行本は全2巻。
12歳年の離れた姉のような素敵なレディーになることを目指して奮闘する主人公を描いた作品。

## 登場人物
奈々香（ななか）
16歳。女子高生。性格は明るく活発。姉・春香の様な素敵なレディーになるべく、頑張っている。両親を幼い頃に亡くし、以後は姉の手ひとつで育ててもらっている。姉を助けるべく、姉の会社でアルバイトもしている。アホ毛持ち。
春香（はるか）
28歳（27歳と表記される回もある）。フリーペーパーの編集部に勤める。性格は温厚でお淑やか。独身・妙齢ということで他の男性や親類から縁談を持ちかけられることも多いが「妹をこの家からお嫁に出すまでは」という思いから、それらを断り続けている。奈々香の若さに内心嫉妬することも。
ユキ
奈々香の友人。ツッコミ役が多い。服の趣味はゴスロリ。「ルドルフ」という猫を飼っている。
みゆき
体育教師。女子バレーボール部顧問。ナイスバディの持ち主で、それを引けびらかしている。
編集長
春香の上司の女性。食べ歩きが趣味で、そのせいかぽっちゃり体型。
千本（せんもと）兄弟
弟は奈々香のクラスメートで彼女に片想いしており、あの手この手でアタックするが奈々香は全く気付かない（ユキは気が付いている）。連載末期にようやく名前を覚えてもらった。
兄は「千本広告」という広告代理店の副社長（所謂「跡取り息子）で、取引先の編集部に務める春香に好意を寄せている。ネクタイのセンス無し。つまり、兄弟で別の姉妹に片思いしている状態である。

## 書誌情報
- 東屋めめ 『L16』芳文社〈まんがタイムコミックス〉、全2巻
  1. 2008年7月22日発行（同年7月7日発売）、ISBN 978-4-8322-6652-0
  2. 2010年2月21日発行（同年2月6日発売）、ISBN 978-4-8322-6817-3